# Vipera latastei
La víbora hocicuda o víbora de Lataste (Vipera latasti o Vipera latastei) es una especie de víbora presente en la península ibérica y en el norte del Magreb. Puede alcanzar los 70 cm de longitud. Es la víbora más frecuente en la península ibérica, abarcando todo el territorio a excepción del extremo norte y los Pirineos.
Es la que cuenta con el veneno menos tóxico de las tres presentes en España, y aunque su mordedura no es mortal, se precisa de asistencia sanitaria para un tratamiento adecuado, y si fuese realmente necesaria, la aplicación de un suero antiofídico.
Cabe la posibilidad de que la víbora hocicuda fuera el origen de la leyenda del alicante, mito popular acerca de una bestia que atacaba en los campos.

## Nomenclatura

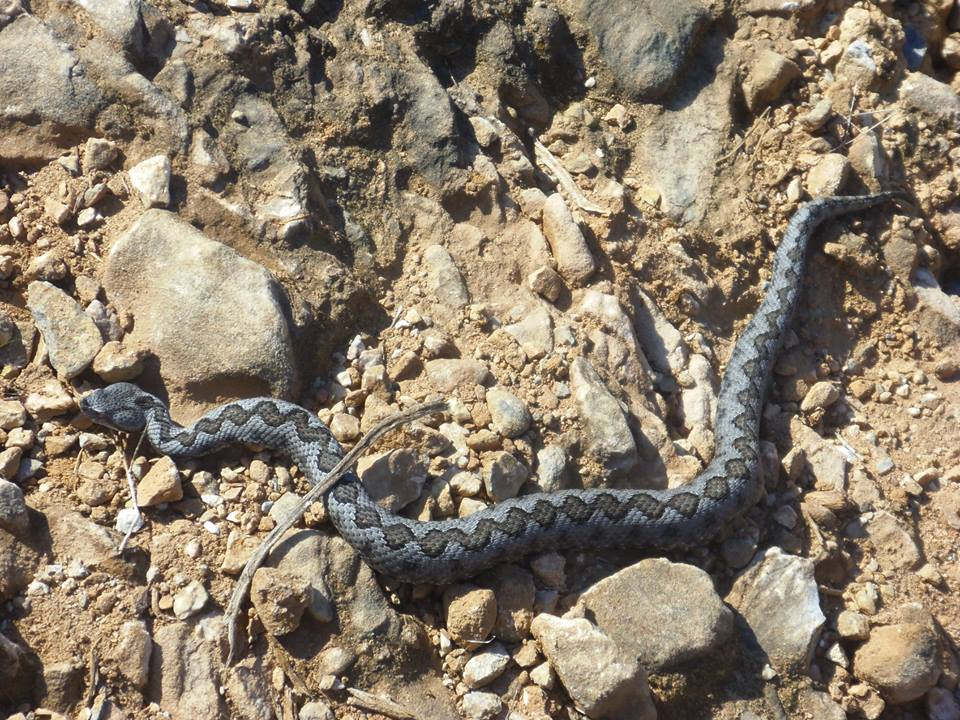
Pequeña víbora hocicuda en la sierra de Mijas

Existe cierta confusión sobre el nombre científico de esta especie. Boscà (1878) la describió como Vipera latasti, aunque en el pie de la figura de su trabajo la denomina Vipera latastei. Al año siguiente el propio Boscà (1879), utilizó la combinación Vipera latastei, lo que ha sido considerado una enmienda justificada (McDiarmid et al., 1999). Por su parte David e Ineich (1999) consideran que son los primeros revisores y eligen V. latastei. Sin embargo, Alonso-Zarazaga (1998) y Montori et al. (2005) consideran que el uso de V. latastei por Boscà en 1879 es un lapsus y que debería utilizarse V. latasti, nombre que ha sido utilizado por varios autores.

## Descripción
Tiene las pupilas elípticas y la cabeza, a diferencia de los colúbridos, está recubierta de pequeñas escamas, salvo las supra-oculares, que están muy desarrolladas, lo que hace que destaquen ostensiblemente como si fuera una ceja.
El dorso suele ser pardo o grisáceo, con una raya vertebral en zigzag de tonos más oscuros. Al mismo tiempo, también en los flancos hay una serie de manchas más o menos circulares, que recorren toda la longitud del ofidio. Las placas supralabiales, por su coloración blanquecina, contrastan con las tonalidades apagadas de la cabeza. El vientre es generalmente gris.
Puede medir hasta 75 cm, aunque normalmente no sobrepasa los 60 cm incluyendo la cola.

## Comportamiento
De costumbres crepusculares y nocturnas en verano y más diurno en primavera y en otoño, vive en zonas rocosas y secas, aunque también se localiza en bosques abiertos y ocasionalmente en bosques densos.
Como sucede en otros animales provistos de potentes mecanismos de defensa, se trata también de un ofidio pacífico que solo puede morder accidentalmente a los seres humanos. Su mordedura se puede dar con más facilidad en otoño, dado que en esta época tiene la costumbre de trepar a los arbustos de uno o dos metros de altura, lo cual convierte su mordida en muy peligrosa, porque puede afectar a la cara o el cuello de una persona.
Si bien muchos autores consideran más peligroso el envenenamiento producido por la Vipera aspis que el producido por Vipera latasti, se ha comprobado que la intoxicación suele adquirir mayor gravedad en esta última especie, aunque los casos mortales son casi excepcionales, y más aún si se toman las medidas adecuadas después de una mordedura por parte de esta víbora.

## Alimentación
Se nutre básicamente de pequeños mamíferos, pero no rechaza los pájaros, especialmente los jóvenes, y en su etapa juvenil suele capturar invertebrados y pequeños reptiles.[cita requerida]

## Hábitat
Esta especie se encuentra en áreas rocosas, generalmente húmedas, en matorrales y bosques secos, setos, muros de piedra y, a veces, en dunas costeras.[cita requerida]

## Reproducción
Las hembras dan a luz entre 2 y 13 crías. En promedio, las hembras dan a luz solo una vez cada tres años.[cita requerida]

## Subespecies
Cuenta con dos subespecies:
- Vipera latasti latasti o Vipera latastei latastei, (Boscà, 1878).
- Vipera latasti gaditana o Vipera latastei gaditana, Saint Girons, 1977.
- Vipera latastei arundana